# UBE2S
UBE2S (англ. Ubiquitin conjugating enzyme E2 S) – білок, який кодується однойменним геном, розташованим у людей на довгому плечі 19-ї хромосоми. Довжина поліпептидного ланцюга білка становить 222 амінокислот, а молекулярна маса — 23 845.
| 10         |  | 20         |  | 30         |  | 40         |  | 50         |
| ---------- |  | ---------- |  | ---------- |  | ---------- |  | ---------- |
| MNSNVENLPP |  | HIIRLVYKEV |  | TTLTADPPDG |  | IKVFPNEEDL |  | TDLQVTIEGP |
| EGTPYAGGLF |  | RMKLLLGKDF |  | PASPPKGYFL |  | TKIFHPNVGA |  | NGEICVNVLK |
| RDWTAELGIR |  | HVLLTIKCLL |  | IHPNPESALN |  | EEAGRLLLEN |  | YEEYAARARL |
| LTEIHGGAGG |  | PSGRAEAGRA |  | LASGTEASST |  | DPGAPGGPGG |  | AEGPMAKKHA |
| GERDKKLAAK |  | KKTDKKRALR |  | RL         |  |            |  |            |

A: Аланін

C: Цистеїн

D: Аспарагінова кислота

E: Глутамінова кислота

F: Фенілаланін

G: Гліцин

H: Гістидин

I: Ізолейцин

K: Лізин

L: Лейцин

M: Метіонін

N: Аспарагін

P: Пролін

Q: Глутамін

R: Аргінін

S: Серин

T: Треонін

V: Валін

W: Триптофан

Кодований геном білок за функціями належить до трансфераз, фосфопротеїнів. 
Задіяний у таких біологічних процесах, як клітинний цикл, поділ клітини, убіквітинування білків, ацетилювання. 
Білок має сайт для зв'язування з АТФ, нуклеотидами. 